# Quirino Rossi
Quirino Rossi (Lavertezzo, 25 ottobre 1919 – Gordola, 27 dicembre 1995) è stato un attore teatrale svizzero.

## Biografia
Attore e poi regista teatrale nella Filodrammatica Caritas di Gordola dal 1936, fu poi presidente della stessa filodrammatica dal 1952 al 1956 e dal 1959 al 1964. Attore dialettale per la RSI alla Domenica Popolare dal 1970 al 1995, gu anche attivo nella Compagnia della RTSI dal 1974 al 1995. Dal 1984 al 1995 intervenne come attore fisso al fianco di Angelo Frigerio alla RSI nella trasmissione radiofonica L’ora della terra. Nel 2016, a Gordola e a Sonogno, fu ricordato con uno spettacolo preparato, presentato e diretto da Oswaldo Codiga, intitolato Vint’an senza el Quirino.

## Vita privata
Nel 1947 sposò Alba Carli, da cui ebbe 4 figli.

## Riconoscimenti
- 1995 – Premio Falchetto con Mariuccia Medici.

## Teatro

### Attore
Testi messi in scena dalla Filodrammatica Caritas di Gordola tra il 1936 e il 1974.
- 1936 Il pugnale arabo
- 1936 La casa sotto al nembo di Germano Caselli
- 1937 La notte del vagabondo di G.Perico
- 1937 Caccia grossa
- 1938 La camerata numero 13
- 1938 Tre teste in cerca di una tuba di E.Scarlarandis
- 1938 Il delitto di via Bretagna di Guadagnini
- 1939 La gloriosa canaglia di C.Repossi
- 1940 La casa senza pace
- 1940 Freccia d'oro di Ugoccioni
- 1940 Milionario per procura di E.Scarlarandis
- 1941 La fortuna di Esculapio di E.Scarlarandis
- 1942 La porpora del Re
- 1942 I seguaci di Giuda
- 1943 La legge suprema di Anselmetti
- 1943 Facciamo fortuna
- 1943 Un dramma all’aeroporto
- 1944 Credo
- 1944 L’idiota
- 1945 Tramonto di un sogno
- 1945 Sposo mia cugina
- 1945 Le due nobiltà
- 1945 Nelle spire dei gialli
- 1946 Tre teste in cerca di una tuba
- 1946 L’Angelo di Enrico Basari
- 1946 La belva
- 1947 Al di là di una bandiera di Enrico Basari
- 1947 Padre vagabondo
- 1947 Gli alberi, gli uomini e un cane
- 1948 Battesimo di sangue
- 1948 Quei cari figlioli
- 1949 L’aurora ha visto la croce di Mario Milani
- 1949 Tutto per la felicità di E.Bonomi
- 1950 Il ceppo di zi Meo di Enrico Basari
- 1950 Entro agosto una moglie ad ogni costo di E.Scarlarandis
- 1950 Nonno Ercole di C.Repossi
- 1950 Il giornale agrario
- 1951 L’ultima mela del ghiozzo di Ideo Righi
- 1951 Papà Pietro di Davide Susanni
- 1952 Adamo di P.Pazzaglia
- 1952 Telegramma con risposta pagata di Dario Benini
- 1952 Addio Palmira di A.Gandino
- 1952 Osteria dei 4 venti di Dumaine e Dubois
- 1953 Ho ucciso mio figlio di P.Pazzaglia
- 1953 Due a zero
- 1954 Torremozza
- 1954 Quel simpatico zio parroco di Franco Roberto
- 1954 Recondite armonie di P.Pazzaglia
- 1955 E poi sarà la notte
- 1955 La strada
- 1956 Cipresso solitario
- 1956 Avamposto di Alfonso Sastre
- 1957 Vetri oscuri di Olga Printzen
- 1957 Luce che torna di R.Meloni
- 1957 La Madonnina Pisana di E.Schiavo
- 1958 La dama dell’alba
- 1958 Questi ragazzi
- 1958 Madre allegria
- 1959 La farsa dell’impiccato
- 1960 La notte del vagabondo di G.Perico
- 1961 La buona speranza
- 1962 Dio salvi la Scozia di Nicola Manzari
- 1963 Sulle strade di notte
- 1964 Quattro ragazzi in gamba
- 1965 Ritratto senza fiori
- 1965 I morti non pagano tasse di Nicola Manzari
- 1966 Metallurgiche Tiscornia
- 1967 In fondo al cuore

### Attore e regista
Testi messi in scena dalla Filodrammatica Caritas di Gordola al Mercato Coperto tra il 1968 e il 1974.
- 1968 La Ninin l’è malada di Enrico Talamona
- 1969 Come si spiega di Fausto da Spoleto
- 1970 Il manichino di legno di Mario Tiranti
- 1971 Bianco e nero di Fausto da Spoleto
- 1974 Due schiaffi non te li leva nessuno di Pacifico Fiori
- 1974 Mietitura di Enrico D’Alessandro
- 1987 Füm in cà di Fernando Grignola

### Regista
Testi messi in scena dalla Filodrammatica Caritas di Gordola al Mercato Coperto tra il 1976 e il 1995
- 1976 I pascoli Bianchi
- 1976 Un poco ma non troppo
- 1977 Gli alberi muoiono in piedi di Casona
- 1977 La notte del vagabondo di G.Perico
- 1978 Ridete se vi pare di Gruppo Filodrammatica Caritas
- 1979 Il bisbetico domato di Franco Roberto
- 1980 La moglie di papà
- 1981 Metti, una suocera in casa di Franco Roberto
- 1981 Tanto per ridere un po’ di Filodrammatica Caritas
- 1982 Le gambe delle bugie di Franco Roberto
- 1983 Onesto Rubamai marito nei guai di Franco Roberto
- 1983 Processo al chiaro di luna di Franco Roberto
- 1984 Paese piccolo gente mormora di Franco Roberto
- 1986 El bosc’ch del dinosauro di Fernando Grignola
- 1987 Füm in cà di Fernando Grignola
- 1988 La padrona da cà di Franco Roberto e Oswaldo Codiga
- 1989 El regal da Natal di Palma Bucci
- 1990 A comandi mi di Oswaldo Codiga
- 1991 Risot e votazion di Franco Roberto e Oswaldo Codiga
- 1991 Ghignée se a vörìi di Gruppo Filodrammatica Caritas
- 1992 Garbüi da paées di Claudio Rossi
- 1993 Pesciàad in di sc’tinch di Oswaldo Codiga
- 1994 Roba che manca, roba che cres di Claudio Rossi
- 1995 L’amòor l’è mia polenta di Oswaldo Codiga

### Commedie TSI

#### Attore
- 1974 Grapa e binìis di Sergio Maspoli
- 1975 L’eredità col saldo
- 1977 Col canterà in forlonia di Sergio Maspoli
- 1978 Quattro bücéer e una gazosa di Sergio Maspoli
- 1978 El piano a coa di Sergio Maspoli
- 1978 Düü piöc’ da incornisà
- 1979 Antonio Ciocarelli Verdura e affini di Sergio Maspoli
- 1979 Una sc’toria ingarbüiada di J. Purlevel
- 1980 La serva afezionada di C.Goldoni e V.Barino
- 1980 E ghé dananz doman di Sergio Maspoli
- 1980 L’altalena di an
- 1980 Dées dì d’acqua
- 1980 El vol mancàad del scior Togn di Enrico Talamona
- 1981 L’onomasc’tigh di Enrico Talamona
- 1981 Ma el tesc’timoni el dormiva di M.Fraccaroli e V.Barino
- 1981 Vint mila in crüsc’ca di Sergio Maspoli
- 1982 Un mées con la sciora Armida di M.Fraccaroli e V.Barino
- 1982 Una rosa in men di Sergio Maspoli
- 1982 A ghé sc’capàad un leon di Enrico Talamona
- 1983 Ramina di Sergio Maspoli
- 1983 Antiquario Nichetti
- 1984 Dal 39 in sü di M.Fraccaroli e V.Barino
- 1984 El belée da Cüragnela di Sergio Maspoli
- 1985 La sciora Antonia di Sergio Maspoli
- 1986 L’amìis da tüc’
- 1987 I trìi gombet di Sergio Maspoli
- 1987 A ga pensi mi di M.Fraccaroli e V.Barino
- 1988 L’Avocat
- 1988 A sc’to mond u vegn tüt a tai di M.Fraccaroli e V.Barino
- 1988 La roda la gira
- 1989 La centenaria
- 1990 El mond l’é pien da sorprées
- 1991 Una famiglia da gent visc’cora di M.Fraccaroli
- 1991 El voltamarsina di Don Francesco Alberti
- 1992 Via la gata i bala i rat di M.Fraccaroli e V.Barino
- 1992 El Gilberto e i sò don di M.Fraccaroli e V.Barino
- 1992 In tredes a tavola di G.Sauvignon
- 1993 Un barbon sota a l’arbor di M.Fraccaroli e V.Barino
- 1993 El consigliéer da sc’tàat di M.Fraccaroli e V.Barino
- 1994 Sc’capàa e tornàa ghé tüt da imparàa